# Shane McMahon (Koch)
Shane McMahon (* 25. September 1970 in Limerick, Irland) ist ein irischer Koch und Fernsehkoch. Bekannt wurde er durch Auftritte in Galileo auf Pro7 und als Protagonist bei Beef Battle – Duell am Grill auf ProSieben Maxx.

## Leben
Shane McMahon stammt aus einer traditionsreichen Gastronomen-Familie mit irisch-österreichischen Wurzeln: Vater John Anthony McMahon ist Ire, seine Mutter Waltraud McMahon ist Österreicherin. Beide sind Köche. Shane McMahon ist das jüngste von vier Kindern. Sein älterer Bruder Frank McMahon ist Küchenchef in „Hank’s Seafood Restaurant“ und in der „Brasserie Gigi“ in Charleston, South Carolina, USA. Seine Ausbildung zum Koch absolvierte Shane McMahon von 1988 bis 1991 im elterlichen Restaurant Thisilldous in Bunratty, County Clare, Irland.
Mit 21 Jahren zog er nach München. Nach Stationen unter anderem als Chef de Partie in den Sterne-Restaurants Hotel Königshof bei Bobby Bräuer und Tantris unter Küchenchef Hans Haas machte sich Shane McMahon 2006 in München selbstständig, zunächst mit dem Kochatelier „Shane's Kitchen“, in dem er Kochkurse und regelmäßig einen Supper Club veranstaltete. Von 2009 bis März 2020 betrieb er als Inhaber und Küchenchef mit seiner Frau Barbara McMahon „Shane's Restaurant“ und „Shane's Bar“ in München. Seit September 2020 übernahmen Shane und Barbara McMahon das historische Asam-Schlössl im Münchner Stadtteil Thalkirchen als neue Wirte.
Shane McMahon ist als einziger Ire Mitglied im „Chefs’ Irish Beef Club“.
Seinen Kochstil beschreibt er als europäisch-asiatische Fusionsküche.

## Kochbücher
- Shane's Kitchen – Kochen zum Anfassen. Edition Styria, Wien 2010.
- Jahreszeitenküche. Mit 60 saisonalen Rezepten durchs Jahr. Südwest Verlag, München 2017.

## Auszeichnungen
- Der Feinschmecker 2017: FF[11]
- Guide Michelin: Asiette[12]